# Dialeurodes martini
Dialeurodes martini là một loài côn trùng cánh nửa trong họ Aleyrodidae, phân họ Aleyrodinae.
Dialeurodes martini được Sundararaj & David miêu tả khoa học đầu tiên năm 1991.